# Biografielijst Ai

## Aia
- Iñaki Aiarzagüena (1969), Spaans wielrenner

## Aic
- Otl Aicher (1922-1991), Duits grafisch vormgever

## Aid
- Ama Ata Aidoo (1942-2023), Ghanees schrijfster

## Aig
- Clemens Aigner (1993), Oostenrijks schansspringer
- Ernst Aigner (1966), Oostenrijks voetballer

## Aik
- Augustus "Gus" Aiken (1902-1973), Amerikaans jazztrompettist en kornettist
- Conrad Potter Aiken (1889-1973), Amerikaans schrijver en dichter
- Frank Aiken (1898-1983), Iers politicus
- Howard Hathaway Aiken (1900-1973), Amerikaans computertechnicus
- Liam Aiken (1990), Amerikaans acteur
- Roger Aiken (1981), Iers wielrenner
- Thomas Edward Aiken (1983), Zuid-Afrikaans golfer
- Odion Aikhoje (1971), Nigeriaans schaker
- Harry Aikines-Aryeetey (1988), Brits atleet

## Aim
- Louis Aimar (1911-2005), Frans-Italiaans wielrenner
- Lucien Aimar (1941), Frans wielrenner
- Anouk Aimée (1932-2024), Frans actrice

## Ain
- Danny Ainge (1959), Amerikaans basketballer
- John Ainsworth-Davis (1895-1976), Welsh atleet
- Lexi Ainsworth (1992), Amerikaans actrice

## Air
- Holly Aird (1969), Brits actrice
- Kenny Aird (1947-2024), Schots voetballer
- Carlo Airoldi (1869-1929), Italiaans atleet

## Ais
- Aeschylus (ca. 525-456 v.Chr.), Grieks dichter
- Aïsja bint Abu Bakr (ca. 613-678), Arabisch echtgenote van Mohammed
- Mohamed Aissaoui (19??), Algerijns paralympisch atleet
- Ismaïl Aissati (1988), Nederlands-Marokkaans voetballer

## Ait
- Nabilla Ait Daoud (1977), Belgisch politica
- Charlie Aitken (1942-2023), Schots voetballer
- Jack Aitken (1995), Brits-Koreaans autocoureur
- Souad Aït Salem (1979), Algerijns atlete

## Aiv
- Aivaras Stepukonis (1972), Litouws zanger en musicus

## Aiy
- Joan Jepkorir Aiyabei (1979), Keniaans atleet

## Aiz
- Adriana Aizemberg (?), Argentijns film- en televisieactrice